# Destination inconnue (roman)
Pour les articles homonymes, voir Destination inconnue.
Destination inconnue (titres originaux : Destination Unknown [UK] ou So Many Steps to Death [USA]) est un roman d'espionnage d'Agatha Christie publié le 1er novembre 1954 au Royaume-Uni. Il est publié en 1955 aux États-Unis, et en France.
Alors que de l'autre côté du rideau de fer, un groupe de scientifiques tente de poursuivre l'utopie de créer un  monde nouveau, pour des raisons idéologiques, politiques ou économiques, Hilary Craven se sent désillusionnée par sa vie : sa fille est morte, elle est séparée de son mari, sans personne d'autre au monde ; elle décide de se suicider. L'agent anglais Jessop, déterminé à découvrir le sort d'un scientifique disparu, propose à Hilary une façon plus intéressante de mourir : participer à une dangereuse expédition dans le but de retrouver ce scientifique et de découvrir la raison de sa disparition. Ne sachant pas quel sera son destin, Hilary accepte le défi et retrouve enfin la motivation de vivre. Le roman évoque, en pleine guerre froide, la recherche d'un jeune scientifique anglais récemment disparu par une femme qui, sur la suggestion des services secrets britanniques, a pris l'identité de son épouse défunte. Le roman se déroule principalement à Londres et au Maroc. Il se fait l'écho de l'actualité de son époque, évoquant les affaires Bruno Pontecorvo et Klaus Fuchs, deux  physiciens  qui étaient passés à l'Est.

## Personnages
- Thomas Betterton : jeune physicien nucléaire brillant qui a récemment disparu.
- Olive Betterton : sa jeune femme qui tente de le retrouver.
- Hilary Craven : jeune femme dépressive qui envisage de se suicider et qui va prendre l'identité d'Olive.
- M. Jessop : chef de service au sein des services secrets britanniques.
- M. LeBlanc (ou : Leblanc) : membre des services secrets français.
- Boris Glydr : cousin polonais de la première épouse de Thomas Betterton.
- Calvin Baker : touriste américaine.
- Janet Hetherington : touriste anglaise.
- Henri Laurier : touriste français.
- M. Aristides : milliardaire.
- Andrew Peters : jeune chimiste américain brillant.
- Torquil Ericsson : jeune physicien scandinave brillant.
- Louis Barron : jeune biologiste français brillant.
- Helga Needheim : jeune scientifique allemande  brillante.
- Paul Van Heidem : cadre supérieur de léproserie.
- Dr Nielson : directeur-adjoint de léproserie.
- Le directeur de la léproserie.

## Résumé
- Mise en place de l'intrigue

Plusieurs jeunes scientifiques occidentaux promis à un brillant avenir ont disparu ces derniers mois dans des circonstances mystérieuses. Ont-ils quitté leurs pays respectifs par idéalisme, par dégoût, par force ? Ont-ils été enlevés, assassinés ? Ont-ils fait défection pour se rendre en Union Soviétique ? Les services secrets britanniques se posent ces questions à l'occasion de la disparition d'un jeune scientifique exceptionnel, Thomas Betterton, inventeur de la « fission Z-E ». Ils se posent aussi des questions sur l'épouse du scientifique, Olive Betterton : celle-ci ne voudrait-elle pas rejoindre son époux ? Si on la suivait, ne pourrait-on pas découvrir où se trouve Thomas Betterton ?
La jeune femme, qui a juré ne pas savoir où se trouve son époux, se rend au Maroc en voyage d'agrément. Mais son avion s'écrase et elle est grièvement blessée. Elle mourra d'ailleurs de ses blessures peu après. Pendant ce temps, dans un hôtel au Maroc, la jeune Hilary Craven, abandonnée par son mari et affaiblie psychologiquement par la mort de l’enfant du couple, se prépare à se suicider par les barbituriques. Elle en est empêchée in extremis par un membre des services secrets britanniques, M. Jessop, qui lui fait une étrange proposition. Sachant qu’Olive Betterton et Hilary Craven sont toutes deux rousses, ont le même âge et approximativement la même silhouette, Hilary accepterait-elle de se faire passer pour Olive afin de retrouver Thomas ? Hilary accepte la proposition. Elle apprend par cœur la biographie d'Olive et de Thomas. Elle est aussi amenée à l'hôpital, où une Olive mourante lui transmet des informations secrètes et lui suggère de dire à Thomas de se méfier de « Boris » (identifié comme étant Boris Glydr, le cousin polonais de la première épouse de Thomas Betterton).
- Aventures et enquête

Olive décédée et inhumée sous une faux nom, Hilary revêt son identité. Se faisant passer pour une Olive qui a échappé de justesse à l'écrasement de l’avion, et prétextant une amnésie partielle, Hilary continue le voyage d'agrément au Maroc. Elle est accompagnée d'autres voyageurs en qui elle voit d'éventuels membres ou espions du bloc soviétique chargés peut-être de la surveiller (Mme Calvin Baker, Mme Janet Hetherington, M. Henri Laurier, etc.). Elle fait aussi la connaissance de M. Aristides, un vieux milliardaire sarcastique et désabusé.
Elle est contactée en secret par un correspondant de l'organisation qui a « enlevé » Thomas et reçoit la consigne de prendre le premier avion du lendemain pour Londres. Elle suit donc l'ordre donné. L'avion dévie de sa trajectoire et se pose en plein désert. Des corps de personnes déjà mortes sont amenés sur les lieux et disposés dans l'avion, lequel est incendié. Hilary apprend à cette occasion que ce faux crash aérien a été organisé afin de faire croire à la mort accidentelle des six passagers, qui tous ont accepté de faire défection au monde occidental et de servir une organisation faisant la promotion de la Paix perpétuelle, de l'Amour et de la Rationalité. Ils sont emmenés par véhicules tout-terrain vers une « destination inconnue » (cf. titre du roman).
Ils sont amenés, en plein désert marocain du Haut-Atlas, dans un vaste ensemble formé de deux parties : d'une part une léproserie et un centre de recherches scientifiques qui servent de couverture légale et officielle à la base secrète, et d'autre part des installations qui hébergent les scientifiques ayant récemment disparu.
Hilary découvre que les scientifiques amenés dans ce centre l'ont été de leur propre volonté, soit par idéologie, soit par intérêt financier, soit pour se soustraire à la justice de leur pays. Ils sont bien traités et leurs conditions de vie sont agréables.
Hilary rencontre son prétendu mari Thomas Betterton qui, loin de la dénoncer comme étant une imposteure, déclare qu'il est follement heureux de retrouver son épouse. Hilary joue pour sa part son rôle de femme amoureuse. Plus tard, Thomas lui révèle secrètement qu'il a bien constaté qu'elle n'était pas sa femme et qu'il avait cru qu'elle avait été envoyée ici pour le faire évader. En effet, depuis son arrivée dans le centre, il a perdu toute capacité créatrice et il se sent prisonnier d'une « prison dorée ». Il aimerait quitter cette prison mais il a peur d'être exécuté. Dans les semaines qui suivent, Hilary se comporte comme si elle était l'épouse aimante de Thomas. Elle se lie d'amitié avec un autre scientifique venu de son plein gré, Andrew Peters. Elle recherche l'homme que la vraie Olive Betterton lui avait dénoncé comme étant un ennemi de Thomas (Boris Glydr) : l'homme se serait-il dissimulé sous l'identité d'un des cadres du centre, ou sous les traits du directeur-adjoint, ou de ceux d'un des scientifiques ?
Pendant ce temps, les services secrets britanniques ont suivi de loin le périple d'Hilary et ont détecté la léproserie servant de couverture au mystérieux centre de recherche. Ils passent à l'action : les lieux sont visités par l’ambassadeur britannique, le chef de la police marocaine et M. Jessop, mais le directeur de la léproserie, après leur avoir fait visiter les « lieux officiels », dément toute activité occulte ou illégale. Il nie aussi tout hébergement secret des scientifiques disparus…
- Dénouement et révélations finales

Hilary a découvert que ce centre de recherche a été construit par M. Aristides, le milliardaire sarcastique et désabusé qu'elle avait croisé quelques semaines auparavant. Ce dernier n'a pas agi en liaison avec le Bloc de l'Est, comme le croyaient les services secrets britanniques, mais par simple « investissement économique ». Il avait fait croire aux savants ayant rejoint le centre qu'ils pourraient œuvrer pour la paix dans le monde et pour la justice sociale, alors qu'il s'agissait tout simplement de faire des recherches pointues, de faire des découvertes scientifiques qui seraient revendues ultérieurement, ou de « vendre » certains savants à des pays (moyennement rémunération).
Les services secrets britanniques œuvrent de manière à prouver que la léproserie n'est qu'une couverture. Ils ont d'ailleurs un témoin clé : Andrew Peters, faux scientifique mais vrai agent du FBI. Les scientifiques sont « récupérés », le centre de M. Aristides est fermé.
Loin d'être libéré, Thomas Betterton est arrêté : il est soupçonné d'avoir assassiné sa première épouse, Elsa Glydr. Elle était la scientifique qui avait découvert la « fission Z-E » et son époux, scientifique intelligent mais pas génial, l'avait tuée pour faire croire au monde entier qu’il était l'auteur de la découverte de son épouse. Quant à Boris Glydr, il agissait sous le nom de... Andrew Peters.
Désormais, toute idée de suicide a quitté Hilary, laquelle est tombée amoureuse d'Andrew Peters, et réciproquement. Les deux jeunes amoureux vivent en couple et envisagent un avenir commun.

## Thèmes du romans
Le roman traite du problème de la défection vers le bloc communiste, préoccupation majeure des années 1950, mais il montre également que l'échec de son premier mariage dans les années 1920 hantait encore Agatha Christie. À l'instar de l'héroïne du roman Portrait inachevé (1934), signé Mary Westmacott, l'héroïne est une jeune femme qui a été mariée, a eu une fille et dont le mari est parti avec une autre femme. Dans les deux romans apparaît un personnage masculin qui avec beaucoup d'empathie comprend le désir de l'héroïne d'en finir avec la vie et défie les conventions pour la sauver, non seulement en abordant des problèmes très personnels avec quelqu'un qu'il ne connaît pas, mais encore en passant du temps dans sa chambre d'hôtel afin de la convaincre de renoncer au suicide. Dans Destination inconnue, il la persuade de participer à une opération de contre espionnage.

## Accueil critique
Le supplément littéraire du Times publia une critique enthousiaste de Philip John Stead :
« Où vont les savants lorsqu'ils disparaissent et échappent à la surveillance des services secrets ? Destination inconnue propose une réponse à ce problème fascinant. Même si la révélation finale relève plus des Mille et une nuits que de la compétition internationale pour recruter les meilleurs scientifiques, on ne peut en vouloir à Mme Agatha Christie qui offre à ses lecteurs des vacances loin des rigueurs des intrigues policières. Les lecteurs regretteront peut-être l'absence de ce moment stimulant où la machination criminelle est démontée dans ses moindres détails (même si les « indices » ne font pas défaut) car ce récit d'espionnage est avant tout un roman d'aventures, et il se consolera en partageant le plaisir évident qu'éprouve l'auteur à aborder les horizons plus vastes du genre romantique. »
« Les puristes pourront déplorer l'absence de Miss Marple ou d'Hercule Poirot, mais ils ne pourront pas en vouloir à Mme Agatha Christie de s'aventurer ainsi allègrement, tambour battant, dans un domaine qui mêle actualité et fantaisie. »
— Philip John Stead, The Times Literary Supplement, 19 novembre 1954
Maurice Richardson de The Observer écrivit quant à lui : « Le suspense n'est pas la spécialité d'Agatha Christie ; quand elle s'y aventure, cela donne quelque chose d'assez puéril et naïf […]. C'est le genre de roman qu'il faut lire avec indulgence, confortablement installé dans le train ; on sent qu'elle s'est fait plaisir en s'offrant des vacances ».
Pour l'écrivain et critique Robert Barnard, c'est un « thriller un peu au-dessus de la moyenne, avec un excellent début (l'héroïne, abandonnée par son mari, ayant perdu sa petite fille, se prépare au suicide dans une chambre d'hôtel). La suite bascule dans le grand guignol, avec un dénouement tout à fait plat. Il s'agit principalement de la disparitions de scientifiques (le roman a été écrit à la suite des affaires Fuchs et Pontecorvo). Elle fait allusion à la commission des activités anti-américaines sans manifester beaucoup de réprobation ».

## Éditions
- (en) Destination Unknown, Londres, Collins Crime Club, 1er novembre 1954, 192 p.
- (en) So Many Steps to Death, New York, Collins Crime Club, 1er novembre 1954, 192 p.
- Destination inconnue (trad. Michel Le Houbie), Paris, Librairie des Champs-Élysées, coll. « Le Masque » (no 526), 1955, 255 p. (BNF 31945433)
- Destination inconnue, dans : L'Intégrale : Agatha Christie (trad. de l'anglais, préf. Jacques Baudou), t. 10 : Les années 1953-1958, Paris, Librairie des Champs-Élysées, coll. « Les Intégrales du Masque », 1997, 1245 p. (ISBN 2-7024-2416-3, BNF 35863425)
- Destination inconnue, édition France Loisirs, 2006  (ISBN 2-7441-9439-5), traduction de Janine Lévy.

Livres-audio
- Destination inconnue, lu par Jean-Baptiste Malartre, Paris, Éditions Thélème, 2005, 3 CD.